# Бікбулатово
Бікбула́тово (рос. Бикбулатово, башк. Бикбулат) — присілок у складі Кугарчинського району Башкортостану, Росія. Адміністративний центр Уральської сільської ради.
Населення — 497 осіб (2010; 594 в 2002).
Національний склад:
- башкири — 100%